# Möhrengallmücke
Die Möhrengallmücke (Kiefferia pericarpiicola) zählt innerhalb der Familie der Gallmücken (Cecidomyiidae) zur Gattung Kiefferia. Der wissenschaftliche Name wurde 1847 von Johann Jacob Bremi-Wolf publiziert.

## Beschreibung
Die Larve der Möhrengallmücke erzeugt eine Pflanzengalle an den Früchten der Wilden Möhre und anderen Doldenblütlern. Die Gallen sind zunächst grüngelb gefärbt und wechseln die Farbe über purpurrot zu braun. In der ca. 5 mm großen Galle befinden sich bis zu drei orangefarbene Larven.